# Tomioka, Fukushima

Tomioka (富岡町 Tomioka-machi?) este un oraș în Japonia, în districtul Onga al prefecturii Fukushima.
  Materiale media legate de orașul Tomioka la Wikimedia Commons
1. ↑  復興状況と町の現状 (PDF) (în japoneză), arhivat din original la |archive-url= necesită |archive-date= (ajutor)